# Proiezione azimutale equidistante

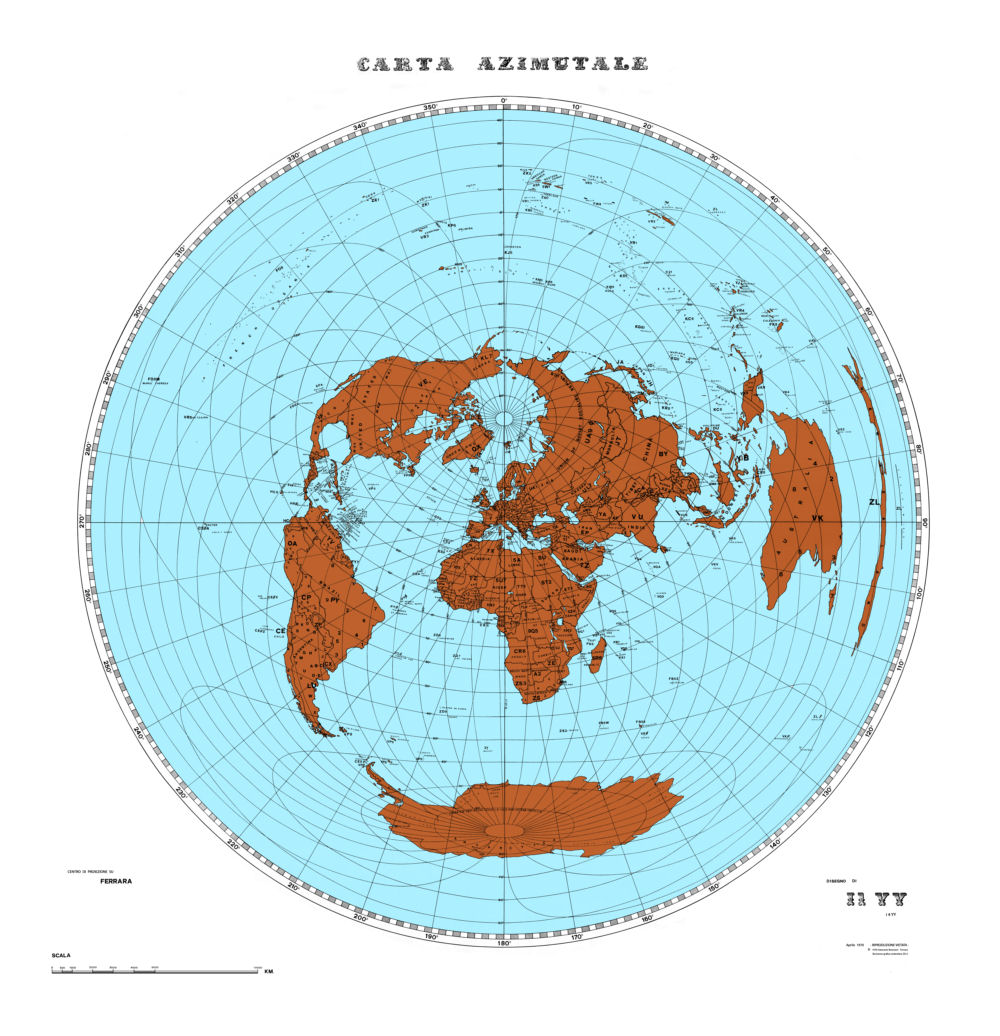
Proiezione azimutale equidistante

Proiezione azimutale polare equidistante. Emblema delle Nazioni Unite, che contiene una stilizzata proiezione azimutale polare equidistante. Confrontando le dimensioni e proporzioni relative di Australia ed Americhe con quelle che normalmente vediamo in una qualsiasi carta geografica, si possono notare notevoli differenze.

La proiezione azimutale equidistante è una proiezione cartografica equidistante. Ha la peculiarità che, rispetto ad un determinato punto geografico scelto come centro, conserva inalterati, rispetto alle altre zone, sia l'angolo (azimut) che la distanza, e quindi tutti gli altri punti sulla mappa sono proporzionatamente ricollocati dalla loro relativa posizione rispetto a questo centro. Questo si realizza proiettando tutti i punti della terra su una superficie piana, ad essa tangente.
Un'applicazione utile per questo tipo di impostazione è la proiezione polare che mostra tutti i meridiani (linee di longitudine) come rette, con le distanze dal polo nord inalterate. Il logo e la bandiera delle Nazioni Unite sono un esempio di proiezione polare azimutale equidistante.
Le proiezioni azimutali vengono utilizzate dal Servizio Geologico degli Stati Uniti d'America USGS nell'Atlante Nazionale degli Stati Uniti d'America, e per la grande mappatura della Micronesia. Sono utili per mostrare le distanze in linea d'aria dal punto centrale di proiezione, per la sismologia e per le comunicazioni radio intercontinentali.
La carta azimutale è particolarmente adatta ai radioamatori per puntare le loro antenne per i collegamenti a lunga distanza.
Per la navigazione, sia aerea che navale, una carta azimutale, con la sua costante di angolo e distanza da un punto di partenza e la visualizzazione dell'intera terra su di un'unica mappa, consente che, da un qualsivoglia porto od aeroporto, selezionati come punti di tangenza, le distanze, e le rotte da quel punto per ogni meta sulla terra possano essere calcolate rapidamente e con esattezza.
Le distanze e le indicazioni per raggiungere tutti gli altri luoghi sono vere solo dal punto del centro di proiezione. Le distanze sono corrette se misurate sui punti lungo linee rette partenti dal centro. Il globo terraqueo, come si è detto, viene sviluppato su di un piano, non essendo la proiezione conforme, la distorsione delle aree e delle forme aumenta quindi notevolmente con la distanza dal punto centrale, dove il punto agli antipodi del nostro punto centrale, in questo tipo di proiezione, viene trasformato in una circonferenza.
Alcuni tipi di obiettivi fotografici grandangolari, noti come " fisheye ", producono una specie di proiezione azimutale equidistante della scena dal punto in cui viene fotografata. Queste lenti consentono un campo visivo molto ampio, rispetto ai normali obiettivi che invece sono limitati significativamente ad angoli di visuale inferiori ai 180 gradi.
Esistono altre tipologie di Proiezioni Azimutali.

## Storia
La proiezione azimutale equidistante potrebbe essere stata utilizzata dagli antichi Egizi per le carte stellari in alcuni libri sacri, il più antico testo che descriva la proiezione azimutale equidistante risale all'XI secolo ed è opera di al-Biruni.
Nei paesi francofoni questa proiezione si chiama "proiezione di Postel" dopo che Guillaume Postel, lo usò per una sua carta nel 1581.